# Cantone di Baugy
Il Cantone di Baugy era una divisione amministrativa dell'arrondissement di Bourges.
A seguito della riforma approvata con decreto del 21 febbraio 2014, che ha avuto attuazione dopo le elezioni dipartimentali del 2015, è stato soppresso.

## Composizione
Comprendeva i comuni di:
- Avord
- Baugy
- Bengy-sur-Craon
- Chassy
- Crosses
- Farges-en-Septaine
- Gron
- Jussy-Champagne
- Laverdines
- Moulins-sur-Yèvre
- Nohant-en-Goût
- Osmoy
- Saligny-le-Vif
- Savigny-en-Septaine
- Villabon
- Villequiers
- Vornay